# Кузнецов, Пётр Иванович (купец)
Пётр Ива́нович Кузнецо́в (1818, Красноярск — 26 декабря 1878, Санкт-Петербург) — русский золотопромышленник, купец первой гильдии, городской голова Красноярска в 1853—1855, 1862—1864, 1871—1875 годах.

## Биография
Отец его — Иван Кириллович Кузнецов, первым из красноярских торговцев в 1835 году стал купцом первой гильдии. Дважды был городским головой Красноярска в 1835—1837 и 1844—1846 годах.
Пётр Иванович Кузнецов с 1847 года по 1850-е торгует в Кяхте. В 1850-е торговал в Кяхте через поверенного селенгинского купца I гильдии Д. Д. Старцева.
Владел несколькими приисками в Енисейской и Томской губерниях. Владел Митрофановским золотоносным прииском в Ачинском округе, приисками на реке Кызас и Троицким прииском на ручье Узунжул в Минусинском округе. Вместе с красноярским купцом С. Г. Щеголевым составили компанию по добыче золота. На долю компании в 1840-е годы приходилось более 10 % золота, добытого в Енисейской губернии. Всего за три года: с 1842 года по 1845 год на приисках этой компании было намыто 266 пудов золота на сумму более 3 млн руб.

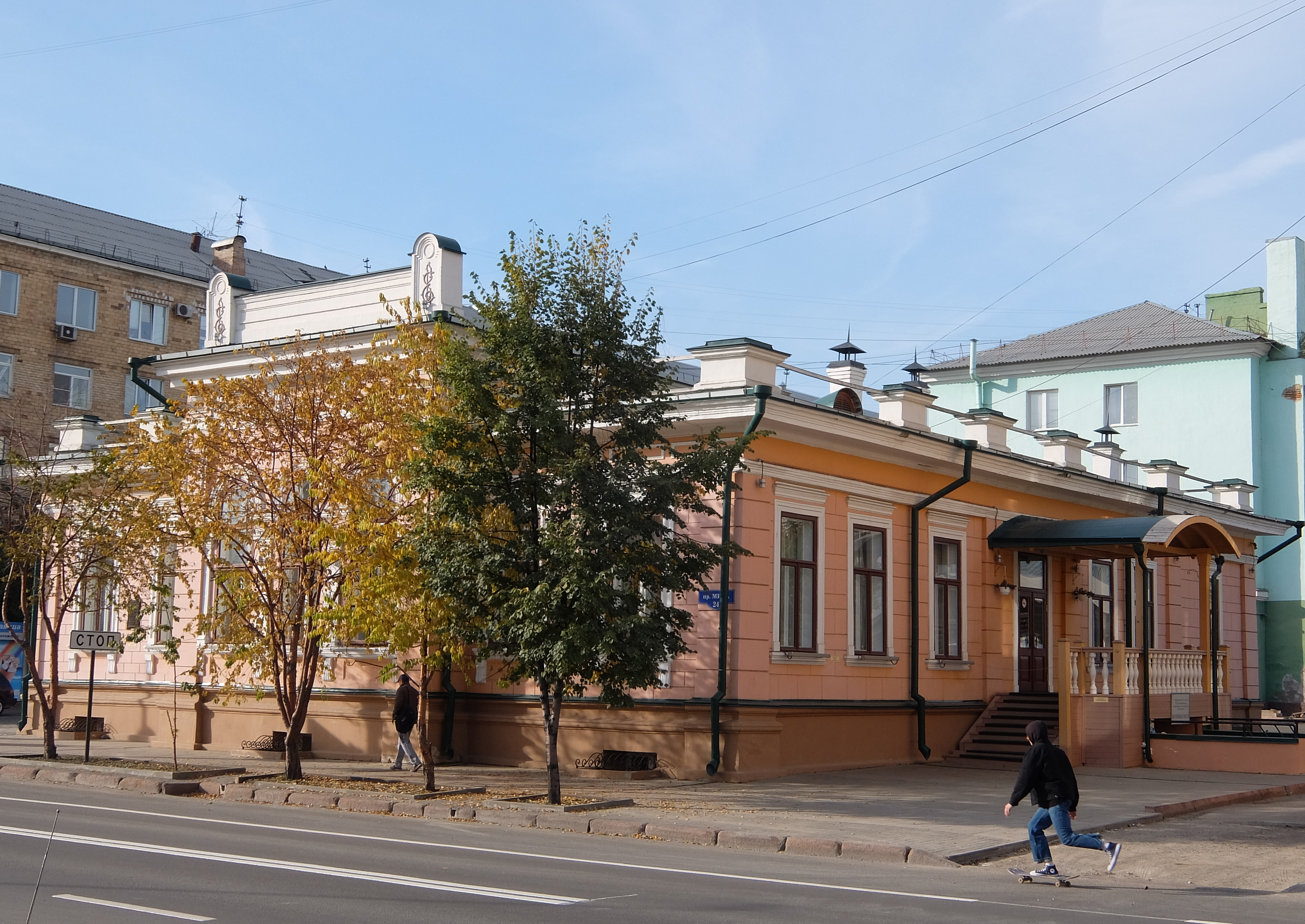
Контора И.П.Кузнецова

Здания, принадлежавшие семье Кузнецовых, занимали целый квартал в центре города: т.н.«Кузнецовское подворье», - некоторые из них, в частности контора купца по проспекту Мира, сохранились до наших дней.
В 1865 году стал одним из основателей компании «Кузнецовы и Ко».
Трижды был городским головой Красноярска. Потомственный почетный гражданин и кавалер ордена св. Станислава второй степени.
Поддерживал дружеские отношения с декабристами, особенно с В. Л. Давыдовым. Общался с польскими ссыльными. По примеру декабристов жители Красноярска начали собираться в литературные и музыкальные кружки. Дом П. И. Кузнецова часто был местом сбора таких кружков.

## Благотворительность
C 1847 года был старостой Красноярского Воскресенского собора, жертвовал большие суммы денег. В 1860 году приобрёл для него колокол.
Стал одним из вкладчиков в Амурскую экспедицию и даже был её участником.
Оплачивал обучение живописца В.И.Сурикова в Академии Художеств.
В 1855 году на собственные средства построил часовню Параскевы Пятницы.
В 1869 подарил дом и библиотеку для приходского училища в с. Аскиз. В 1877 передал свою коллекцию древностей археологическому отделу Минусинского краеведческого музея.
В 1870 году Пётр Иванович был избран Городской думой в Попечительный совет красноярской женской прогимназии.
В 1872 году за свой счёт обустроил 255 саженей набережной Енисея.
Был похоронен в ограде Воскресенского собора рядом с графом Резановым. В 1950-е годы собор и его кладбище были уничтожены. Могилы Н. П. Резанова и П. И. Кузнецова были потеряны. За заслуги перед городом его память увековечена в виде мемориальной доски.

## Семья
Жена Петра Ивановича — Александра Фёдоровна в 1879 году пожертвовала 12 000 рублей на строительство в Красноярске здания женской гимназии. Строительство началось 7 апреля 1881 года, возобновилось в мае 1883 года. Здание гимназии находится на пр. Мира и является памятником архитектуры учебных заведений конца XIX века. В 1886 году Александра Фёдоровна пожертвовала для женской гимназии ещё 30 000 рублей.
Имел девять детей:
Лев Петрович Кузнецов — купец I гильдии. Пожертвовал для Красноярска здание под больницу, которая располагается в нём до сегодняшнего дня. В 1902 году в Томском университете учредил премию им. Кузнецова за лучшие печатные сочинения на русском языке.
Евдокия Петровна Кузнецова тратила крупные суммы денег на одежду и обувь для бедных гимназистов. Более двадцати лет была попечительницей Владимирского детского приюта в Красноярске, в который вложила более 25 тысяч рублей. Была почётным членом Общества попечения о начальном образовании, Общества вспомоществования учащимся, Синельниковского благотворительного общества, Общества вспомоществования высшим женским курсам в Петербурге. Председатель красноярского Дамского комитета (с 1904 года). Умерла 8 декабря 1913 в Красноярске.
Александр Петрович Кузнецов (1848—1913) учился в петербургском Технологическом институте, крупный сибирский золотопромышленник, красноярский купец 1-й гильдии, владелец паровой лесопильни и механического завода в г. Красноярске. Был одним из инициаторов создания в Красноярске Драматического театра, жертвовал деньги на строительство здания театра. Гласный городской думы (с 1888 по 1913). Потомственный почетный гражданин. Являлся почетным блюстителем Бейского училища (открыто в 1866).
Юлия Петровна Кузнецова (Матвеева) и её муж Иннокентий Алексеевич Матвеев были инициаторами создания в 1889 году Красноярского краевого краеведческого музея. Нумизматические, этнографические, художественные коллекции, принадлежавшие Матвеевым и Кузнецовым, были подарены музею и положили начало его основанию.
Иннокентий Петрович Кузнецов — золотопромышленник, ученый-исследователь, меценат. Владел Богородским прииском по реке Немир в 150 км от Минусинска. Дружил с художником Василием Ивановичем Суриковым. В 1892 г. на приисках Иннокентия Петровича в Минусинском округе Суриков делал этюды для картины «Покорение Сибири Ермаком».
Кузнецовы постоянно дарили книги в общественные и ученические библиотеки города. Особенно крупное книжное собрание они пожертвовали в фонд городской библиотеки, открывшейся 12 февраля 1889 года.

## Цитаты
А раз пошел я в собор, — ничего ведь я и не знал, что Кузнецов обо мне знает, — он ко мне в церкви подходит и говорит: «Я твои рисунки знаю и в Петербург тебя беру». Я к матери побежал. Говорит: «Ступай. Я тебе не запрещаю». Я через три дня уехал. Одиннадцатого декабря 1868 года. Морозная ночь была. Звездная. Так и помню улицу, и мать темной фигурой у ворот стоит. Кузнецов — золотопромышленник был. Он меня перед отправкой к себе повел, картины показывал. А у него тогда был Брюллова — портрет его деда. Мне уж тогда те картины нравились, которые не гладкие. А Кузнецов говорит: «Что ж, те лучше».

      Кузнецов рыбу в Петербург посылал - в подарок министрам. Я с обозом и поехал. Огромных рыб везли: я на верху воза на большом осетре сидел. В тулупчике мне холодно было. Коченел весь. Вечером, как приедешь, пока еще отогреешься; водки мне дадут. Потом в пути я себе доху купил.

М. А. Волошин «Суриков (Материалы для биографии)». Журнал «Аполлон», 1911 г., № 6-7